# Viimsi (obec)
Obec Viimsi (estonsky Viimsi vald) je samosprávná obec náležející do estonského kraje Harjumaa.

## Poloha
Obec Viimsi leží na severním okraji kraje Harjumaa. Z celkové rozlohy 73.3 km² připadá 47 km² na Viimský poloostrov a 26 km² na ostrovy Naissaar, Prangli, Aksi, Tiirlood, Keri, Kräsuli, Seinakari, Kumbli a Pandju.

## Osídlení
Obec má více než 20 tisíc obyvatel, žijících ve dvou městečkách (Viimsi a Haabneeme) a dvaceti vesnicích (Idaotsa, Kelnase, Kelvingi, Laiaküla, Leppneeme, Lubja, Lõunaküla, Lääneotsa, Metsakasti, Miiduranna, Muuga, Pringi, Pärnamäe, Püünsi, Randvere, Rohuneeme, Tagaküla, Tammneeme, Väikeheinamaa, Äigrumäe). Správní centrum se nachází ve městečku Viimsi, podle něhož je pojmenována celá obec.